# Hägerum

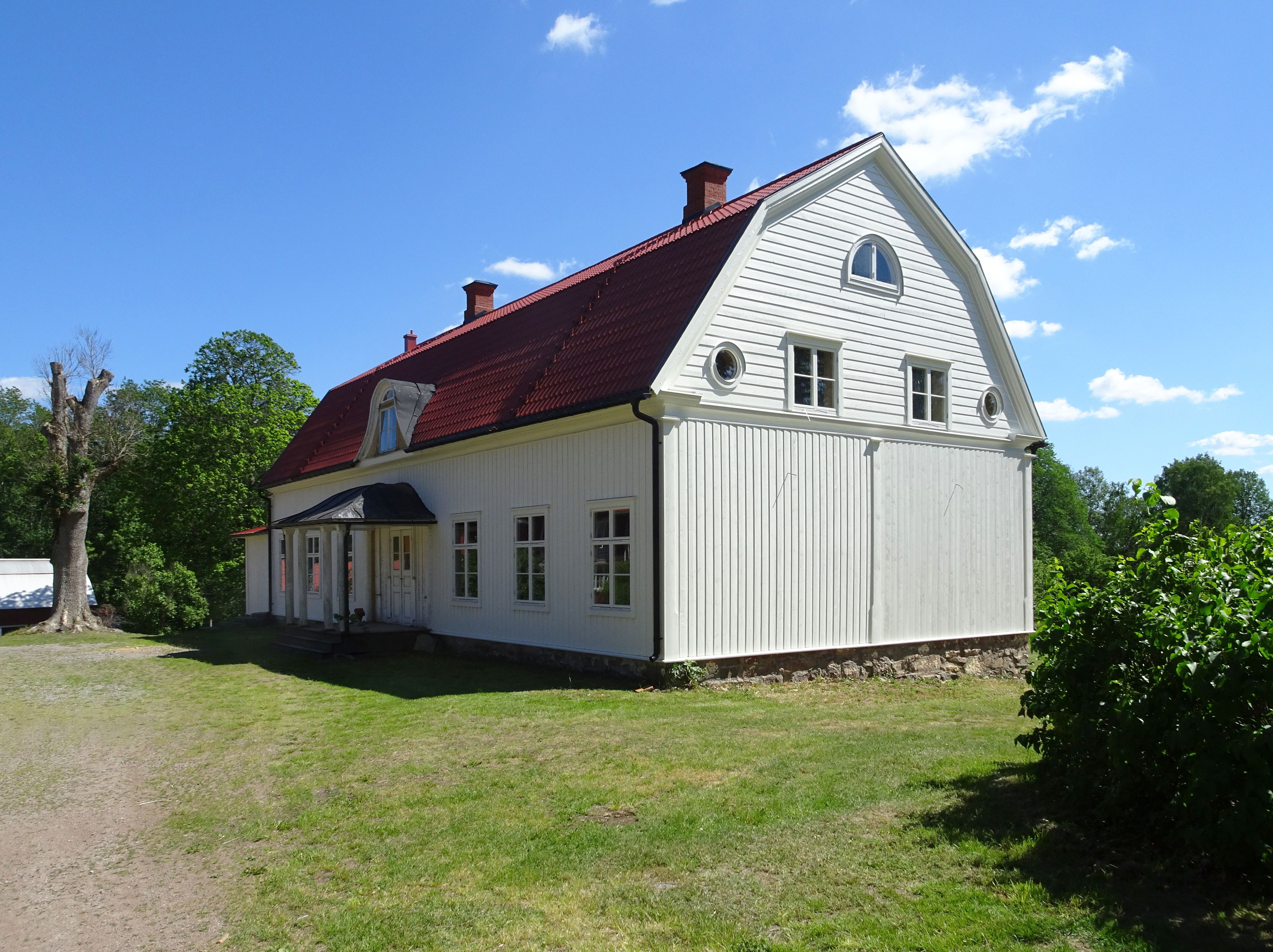
Hägerums huvudbyggnad i juni 2019.

Hägerum är en herrgård och ett tidigare säteri i Döderhults socken (tidigare Kristdala socken), Oskarshamns kommun, Kalmar län.

## Historia

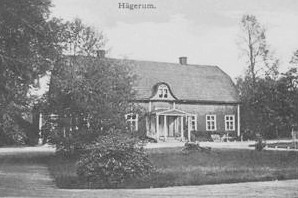
Huvudbyggnaden på ett äldre vykort.

Egendomen, som 1448 var känd under namnet Hygerum och 1538 som Hägrarum, hade som förste kände ägare en medlem av ätten Slatte 1545. Efter denne, Simon Slatte, innehades gården 1549–1578 av Verner Slatte (död före 1582 då arvskifte efter honom hölls), som ska ha varit ägare till ett 70-tal gårdar i Småland. Han var för övrigt känd som en av dem som förseglade Gustav Vasas testamente.
Gården har tillhört släkterna Aminoff, Cronhjelm samt på 1770-talet löjtnant Svenssons änka, Juliana Weidenhielm. År 1799 ägdes Hägerum av kapten Weijdenhjelm. Han gjorde Hägerum till familjen Weidenhjelms fideikommiss 1803. År 1858 började majorskan Emelie Weijdenhjelm driva ett barnhem här för fattiga och barnlösa flickor. Barnhemmet leddes av en diakonissa från diakonissanstalten i Stockholm.
År 1924 förvärvades egendomen av nämndemannen Theodor Nilsson (1866-1946), som hade arrenderat gården sedan 1909. Gårdsköpet möjliggjordes av att fideikommisset Hägerum byttes ut mot att gälla för en annan fastighet av Weidenhielm i Stockholm, då det inte gick att upplösa ett fideikommiss vid denna tid före 1963 års lag. Vidare såldes flera egendomar inom Hägerum ut för att finansiera köpet, bland annat stora delar av Bankhult och Malghult.

## Byggnader
Hägerums corps de logi uppfördes i slutet av 1700-talet. Magasin med torn och vällingklocka och andra byggnader är från samma period. Ladugården är byggd under 1800-talet. På 1880-talet låg flera utgårdar och torp under Hägerum, bland dem Kvarngården, Ekenäs, Gölhult, Långvik, Laggaretorp, Boarum, Malghult, Röstorp och Skomakaretorp. Till gården hörde även en  tändsticksfabrik som anlades 1857 på initiativ av  översten Carl Wilhelm Weidenhielm. För driften svarade Vilhelm August Fagerlin (1829–1896). År 1868 sysselsatte fabriken fem arbetare och produktionen låg vid 3 000 buntar till ett värde av 750 riksdaler. Verksamheten upphörde 1870. Idag finns inga fabriksbyggnader kvar.

## Hägerums ek
Strax väster om gårdsbebyggelsen står Hägerums ek som fridlystes i augusti 1958 och är därmed ett skyddat naturminne. Ekens stam har en omkrets på 695 cm i brösthöjd (uppmätt 2003) och en vid förgrenad krona.

## Bilder

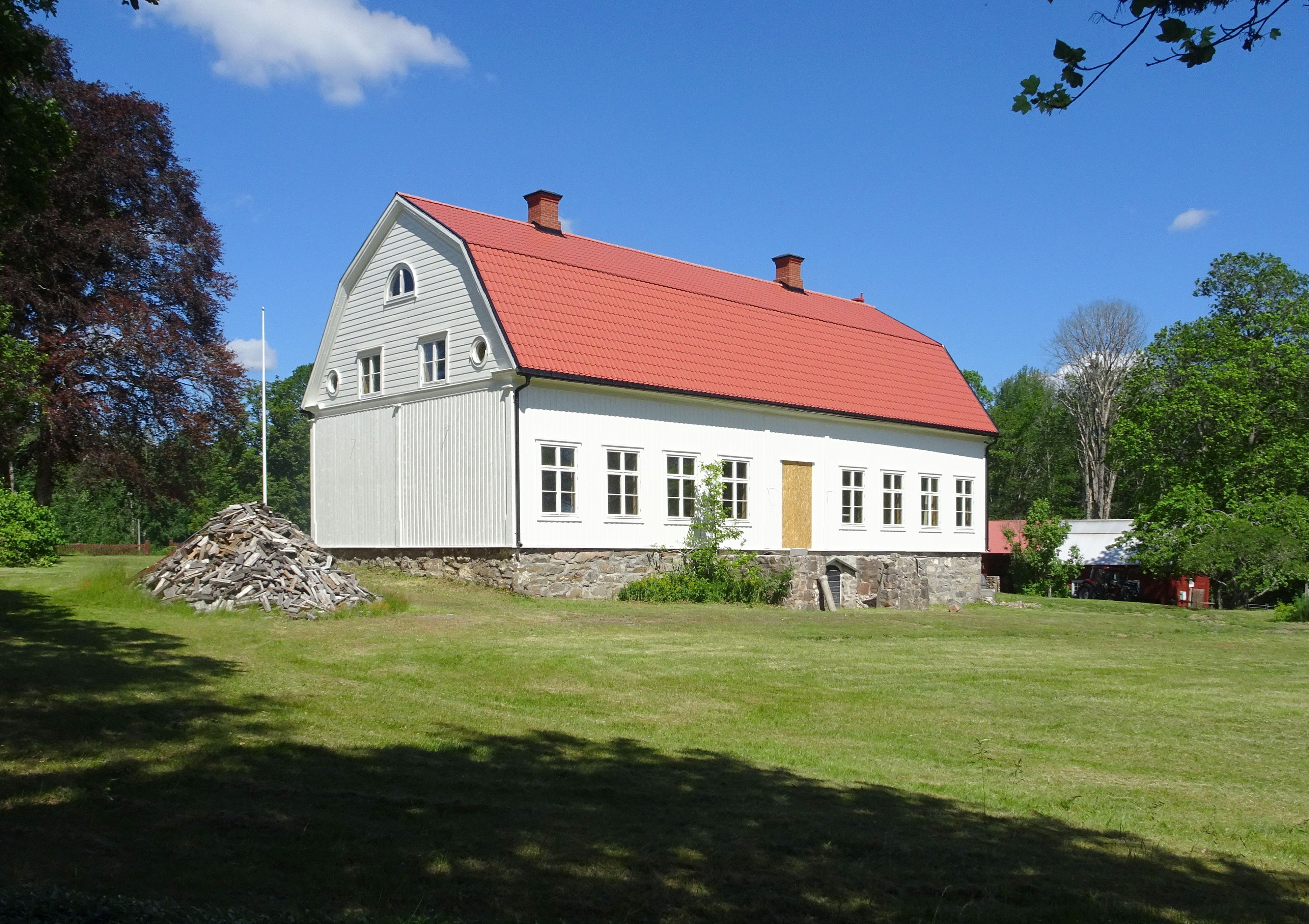
Huvudbyggnaden från trädgårdssidan.
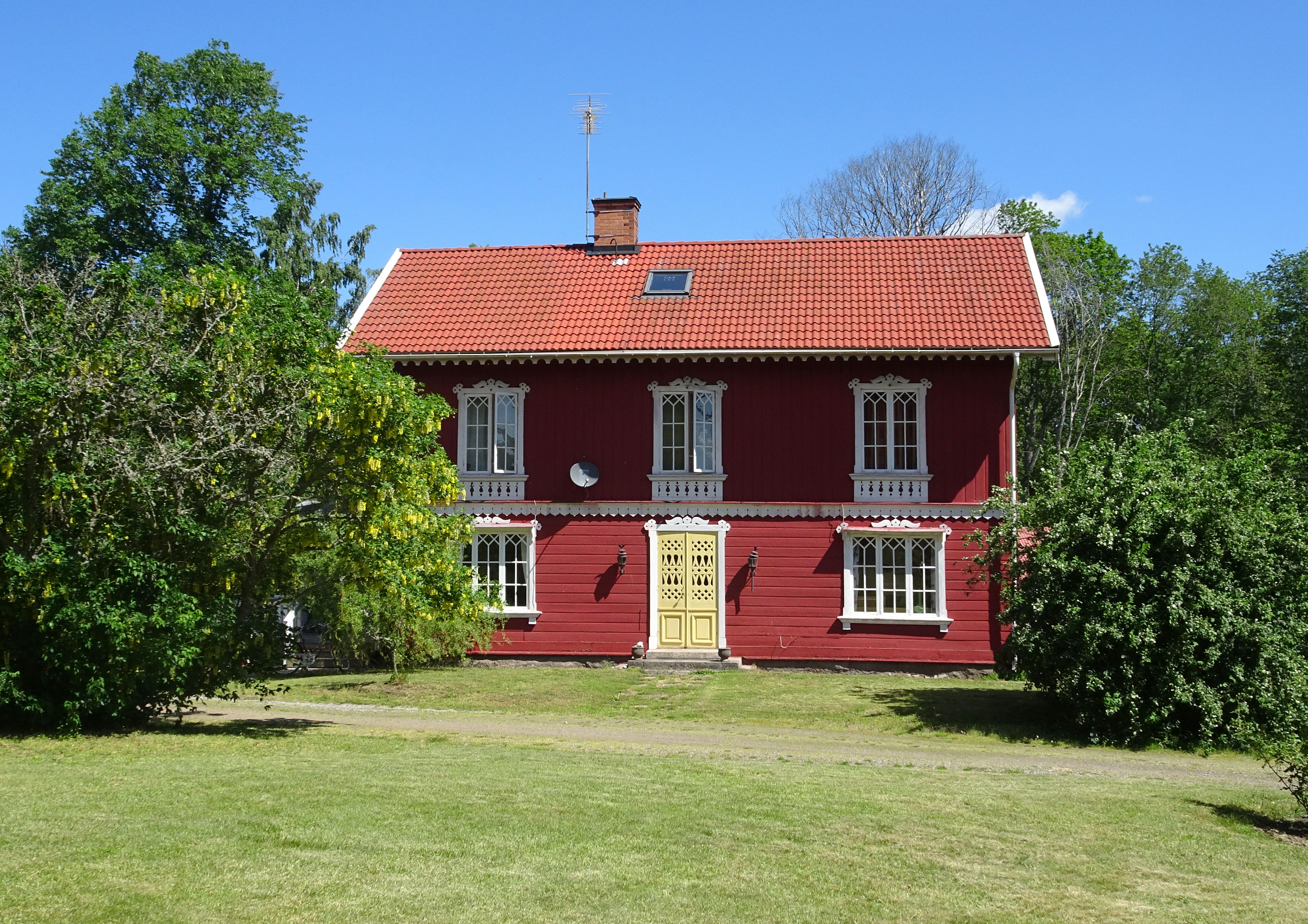
Norra flygeln.
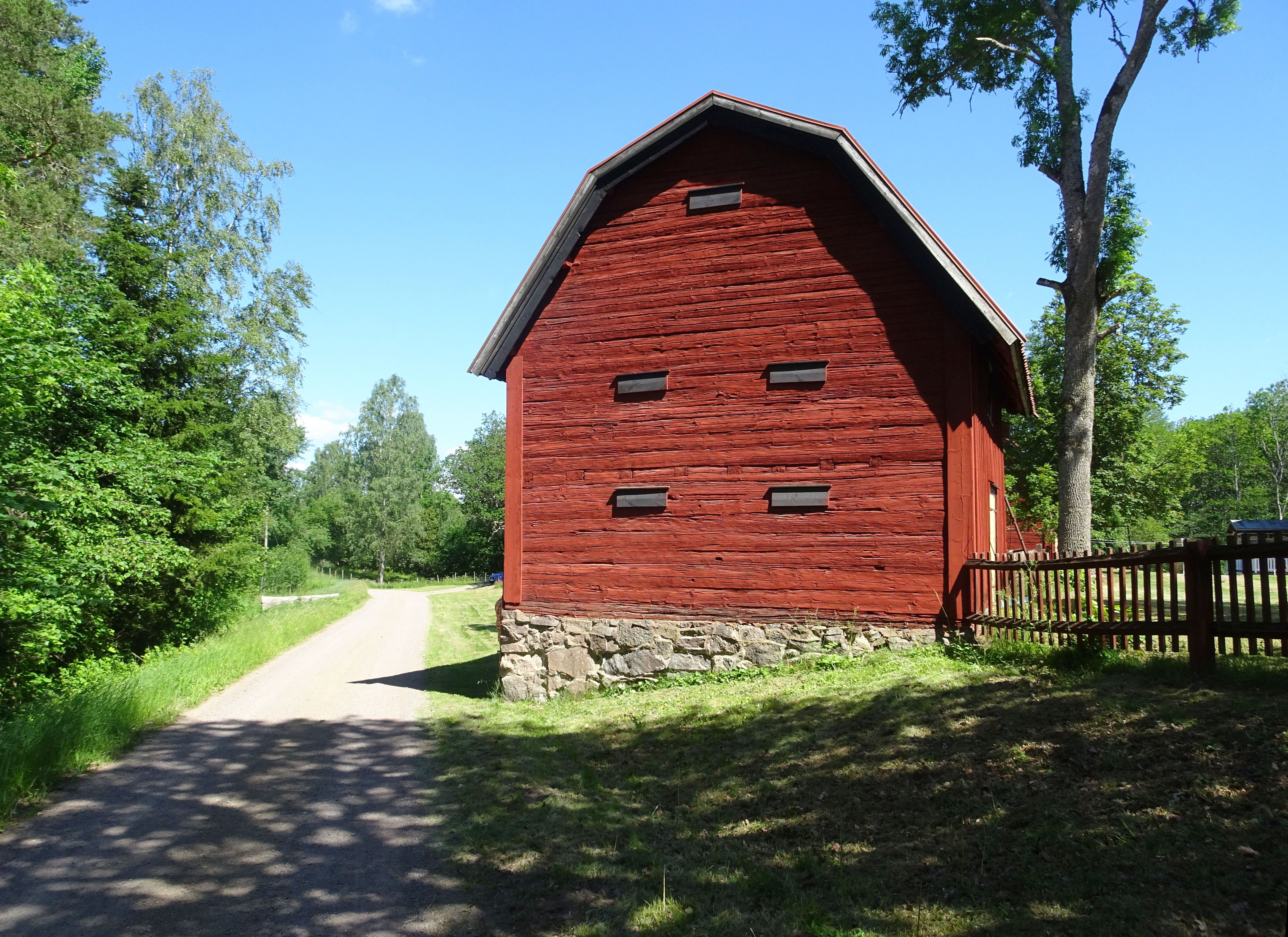
Sädesmagasinet vid vägen.
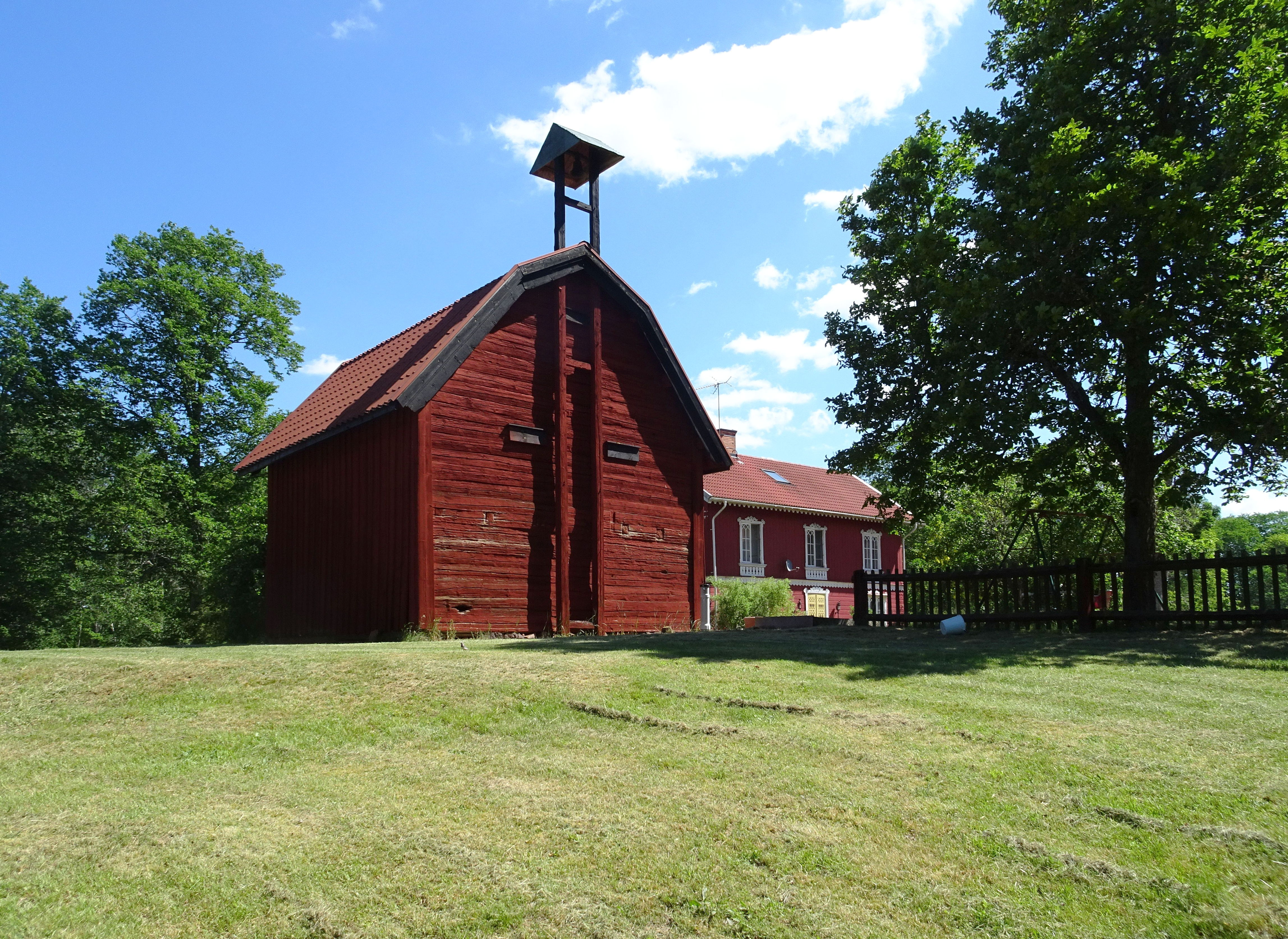
Magasin med torn och vällingklocka.
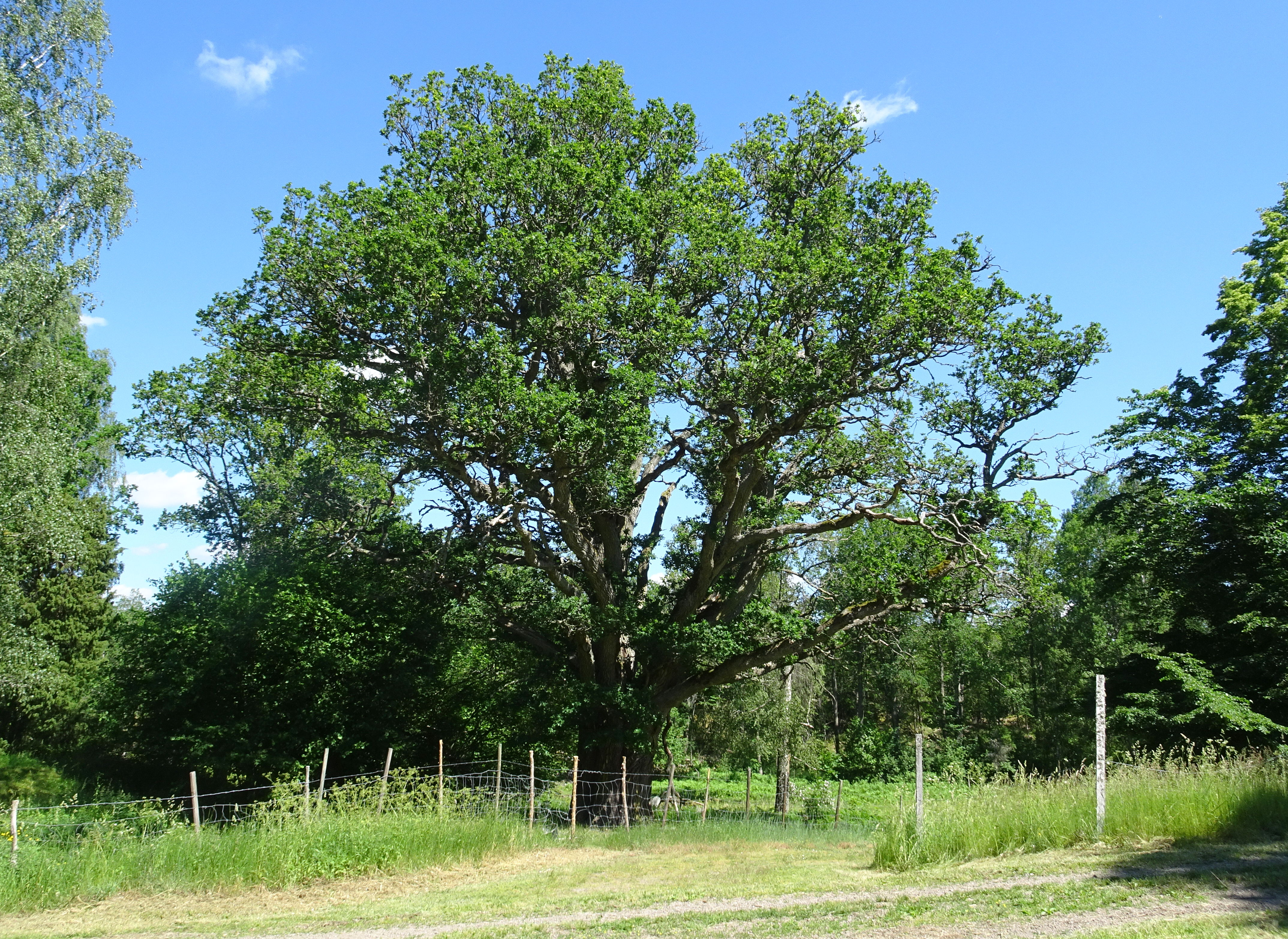
Hägerums ek.

## Ägarlängd
- 1578-1581 Erik Slatte (levde 1582), son till Verner Slatte
- 1581-1593 dennes bror Bengt Slatte (död 1593)
- 1593-1618 Bengt Slattes arvingar
- 1618-1625 Carin Slatte (död sannolikt 1643), dotter till Bengt Slatte
- 1625-1658 Carin Slattes make översten och kommendanten på Varbergs slott Herman von Cappel (1595-1656)
- 1658-1657 Claes Slatte (1615-1657), son till Erik Bengtsson Slatte, drottning Kristinas hovjunkare
- 1660-1670 dennes arvingar
- 1671-1681 översten och kommendanten på Bohus, senare i Viborg Zacharias Aminoff (1634-1710), gift 1:o 1670 med Claes Slattes dotter Catharina Magdalena (död 1672)
- 1681-1697 av Zacharias son löjtnanten vid Livgardet Esaias Aminoff [3]
- 1697-1701 kammarkollegiekamreraren Christer Tranhielm (1649-1701)
- 1701-1706 dennes arvingar
- 1706-1727 professorn och rector magnificus vid Uppsala universitet Johan Malmström (1674-1727), gift 1:o med Christer Tranhielms dotter Maria Juliana Tranhielm
- 1728-1750 dennes svärson ryttmästaren Erik Weidenhielm (1694-1750)
- 1753-1769 dennes svärson löjtnanten Johan Svensson (1721-1769)
- 1776-1784 dennes svärson löjtnanten Adolf Wilhelm von Schantz (1748-1819) i adselsätten von Schantz
- 1784-1804 kaptenen Carl Wilhelm Weidenhielm (1735-1804)
- 1805-1837 dennes son majoren Erik Gustaf Weidenhielm (1773-1837)
- 1838-1862 dennes son överstelöjtnanten Carl Wilhelm Weidenhielm (1803-1862)
- 1863-1876 dennes bror översten Christer Herman Weidenhielm (1805-1876)
- 1877-1894 dennes bror landshövdingen Ernst August Weidenhielm (1808-1894)
- 1894-1903 dennes son kaptenen Oskar Magnus Weidenhielm (1841-1903)
- 1903-1911 dennes bror generalkrigskommissarien Carl Herman Weidenhielm (1852-1911)
- 1911-1923 dennes halvbror kammarherren Christer August Weidenhielm (1863-1938)
- 1924 inköptes gården av nämndemannen Theodor Nilsson (1866-1946)
- 1948 övertogs gården av Theodor Nilssons son Sven Nilsson Hägerdal (1910-1984)
- 1984 genomfördes ett nytt skifte varvid en brorson till Sven Hägerdal på vissa villkor övertog gården och nu innehar densamma